# Autovía A-2
L'autovía A-2, chiamata anche Autovía del Nordeste (Autovía del Nord-Est) è una superstrada gratuita spagnola appartenente alla Rete di Strade dello Stato (Red de Carreteras del Estado) che unisce Madrid a Gerona passando per Guadalajara, Saragozza, Lerida e Barcellona. È una delle sei superstrade gratuite radiali della Spagna che, partendo dalla capitale posta al centro della penisola, terminano ai confini del Paese. Corrisponde al tratto spagnolo dell'itinerario europeo E90. L'autostrada, di 780 km, è una delle più importanti e trafficate arterie della Spagna in quanto unisce Madrid a Barcellona (2ª città del Paese) e, attraverso l'AP-7, collega le due città alla Francia meridionale e all'Italia tramite il valico della Jonquera.

## Caratteristiche
La superstrada è composta da tre tratti:
1. Madrid-Alfajarín di 340 km;
2. Fraga-Barcellona di 214 km;
3. Sils-Vilademuls di 33 km (tra Barcellona e Gerona, parzialmente in condivisione con l'AP-7).

Il tratto tra Alfajarín e Fraga può essere percorso utilizzando l'AP-2 (a pedaggio) oppure la strada statale N-II. Per il tratto tra Barcellona e Sils si può optare per un percorso costiero attraverso la B-10 (la Ronda Litoral), la C-32 e la N-II, oppure rimanendo nell'entroterra di Barcellona seguendo l'AP-7.

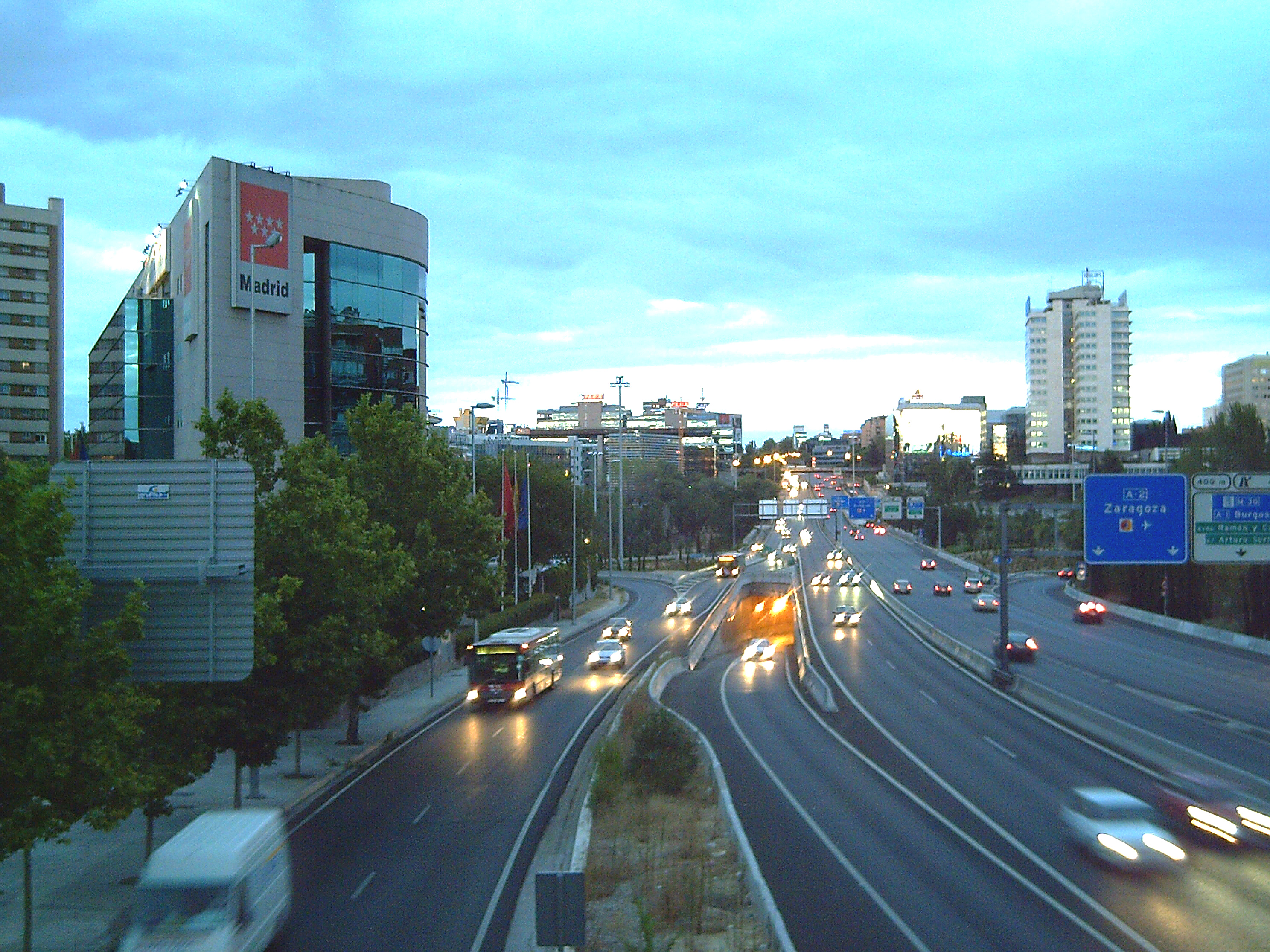
L'A-2 in uscita da Madrid

## Storia

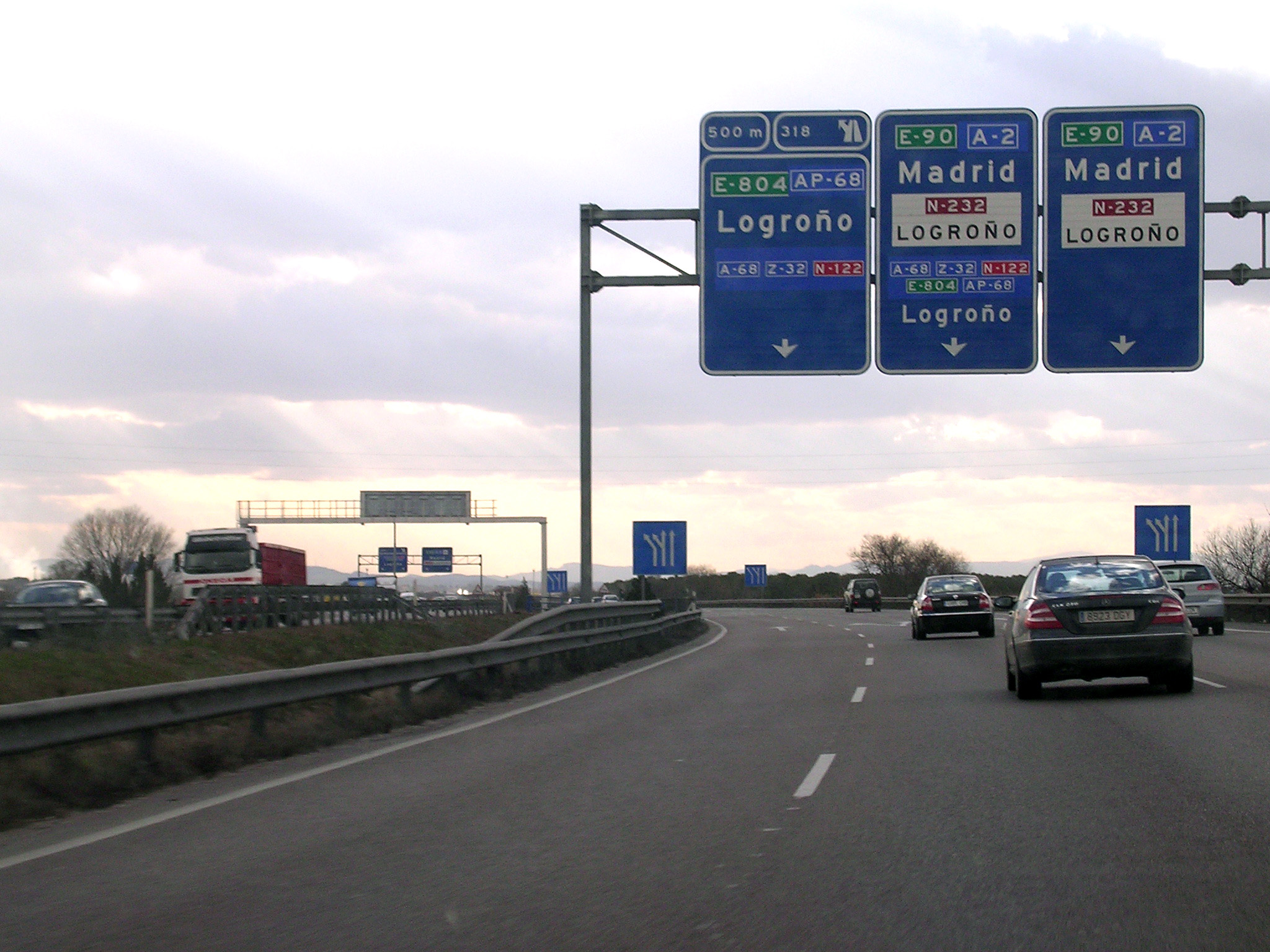
L'A-2 a Saragozza

Come per molte superstrade autovías, l'A-2 nasce dal raddoppio di una strada statale ed, in questo caso la N-II, avvenuto a partire dal 1952 nella sua parte iniziale a Madrid. Nei decenni successivi furono raddoppiati molti tratti fino a che, nel 1991, Madrid e Saragozza vennero unite da un tracciato a due corsie per senso di marcia. Nel 2004 venne completato ed aperto al traffico il tratto tra Barcellona e Lerida mentre nel 2012 venne inaugurata la 3ª corsia nel tratto Madrid-Guadalajara Ovest. Per il tratto in uscita da Barcellona verso Gerona ad oggi (2018) si sta discutendo sull'ipotesi che la C-32 (a pedaggio e di proprietà della Generalitat de Catalunya) divenga gratuita al termine del periodo di concessione; è previsto invece nei prossimi anni il raddoppio della N-II fino a Orriols (a nord di Gerona) con aperture al traffico già dal 2019. È ancora allo studio, invece, il raddoppio della N-II fino al confine francese.

## Percorso
La superstrada nasce a Madrid in Avenida de América uscendo rapidamente dalla capitale spagnola in direzione nord-est. Al km 38 entra in Castiglia-La Mancia e raggiunge Guadalajara al km 51. Entra in Castiglia e León (km 140) ed incrocia l'A-15 Autovía de Navarra (km 151). Entra in Aragona (km 180) e, attraverso desertici paesaggi, raggiunge Saragozza (km 311) immettendosi nella Tangenziale della città Z-40. Da qui è possibile prendere l'A-23 Teruel-Tunnel Somport e l'A-68 Autovía del Ebro. Ad Alfajarín (km 339) confluisce nella strada statale N-II (ad una corsia per senso di marcia) fino a Fraga (km 432) dove riprende la denominazione A-2 e torna ad essere a due corsie. Passa Lerida (km 458) da dove è possibile prendere l'A-22 Autovía del Camino Catalán e, giunta a Barcellona, diventa la Ronda Litoral (B-10) al km 610. Dopo un tratto a pedaggio (C-32) ed uno come N-II, la superstrada "ricompare" a Sils (km 694) per poi raggiungere, al km 708, Gerona.